# Добрый ангел Мира (Донецк)
Скульптура «Добрый Ангел Мира» — установлена в центральном городском парке имени Щербакова города Донецка.

## Описание скульптуры
В 2008 году в Донецке по случаю Дня города в центральном городском парке им. Щербакова был установлен монумент «Добрый Ангел Мира». В центре памятника находится гранитная колонна, над которой находится золотая фигура ангела, стоящего на полусфере, изображающей Землю. В руках Ангела голубь — символ мира и надежды. Основание гранитного памятника сделано в форме многогранника, на сторонах которого, золотыми буквами выбиты имена меценатов.
- Ахметов Ринат Леонидович — президент ФК «Шахтер», почетный гражданин города Донецка, президент благотворительного фонда «Разивитие Украины».
- Василий Тарановский (1837—1899) — общественный культурный деятель, основатель Черниговского музея украинской древности (ныне исторический музей), меценат, коллекционер;
- Фадей Рыльский (1841—1902) — экономист, этнограф, меценат, фольклорист, культурно-просветительский деятель;
- Никола Терещенко (1819—1903) — государственный и культурно-просветительский деятель, сахаропромышленник, меценат. Создатель рафинированных и сахарных заводов на Черниговщине;
- Богдан Ханенко (1848—1917) государственный и общественный деятель, предприниматель, искусствовед-коллекционер, меценат. Основатель Киевского художественно-промышленного и научного музея (ныне два современных киевских музея — национальный художественный и национальный музей Украины).

Над фамилией Р. Ахметова написано, что «памятник „Добрый Ангел Мира“ — дань глубокого уважения тем, кто добрыми делами оставил яркий след в истории Украины и Донецкого края».
Авторами художественной концепции композиции являются заслуженные художники Российской Федерации Стронский Петр Тимофеевич и Олейник Олег Витальевич.

## Проект
Ранее «Комсомольская правда» сообщала, что главный ангел будет находиться в Москве. Сам проект создавался как российский — его инициировали общественные организации и благословил патриарх Алексий II. Но со временем началось его распространение за рубеж. Например, наряду с Донецком (на Украине Донецк оказался первым) своего ангела получили в Кыргызстане, Греции и Панаме.
До 50-х годов прошлого века на месте ангела стоял памятник Сталину.

## Как добраться
С ул. Университетской на маршрутках № 10, 17, 25, 37, 72 или автобусе № 73 или троллейбусах № 5, 9а, 10, 17 до остановки «Кинотеатр Кристалл». Так же можно пройти пешком от автостанции «Центр» (15 минут), автовокзала «Южный» (5 минут), ТРЦ «Золотое Кольцо» (10 минут) — ориентир «Центральный парк культуры и отдыха им. Щербакова».